# Синайское сражение
Синайское сражение (ивр. קרב השריון ב-14 באוקטובר‎, араб. تطوير الهجوم المصري 1973‎, 14 октября 1973) — сражение войны Судного дня между Египтом и Израилем за контроль над Синайским полуостровом. Одно из крупнейших танковых сражений в войне. По масштабам и жестокости уступало лишь танковой битве за «Китайскую ферму».

## Предыстория
6-8 октября египетские войска успешно форсировали Суэцкий канал, однако затем остановились, что дало время Израилю на консолидацию обороны и подтягивание подкреплений. Израиль не мог вести затяжную позиционную войну, которую навязывал Египет, и желал окончить войну путём нанесения мощного контрудара и разгрома египетской армии, однако на западном берегу канала находились мощные египетские силы — две бронетанковые дивизии, две моторизованные дивизии и две отдельные бронетанковые бригады — всего 900 танков. Наличие таких сил делало невыполнимой любую попытку форсирования Суэцкого канала израильтянами. Бар-Лев и Элазар считали, что нужно дождаться, пока танки египтян перейдут канал и вступят в битву, и лишь затем, лишив египетскую армию бронетанковой поддержки, переходить в наступление.
В Египте тоже царили разногласия. Военный министр Ахмед Исмаил Али при поддержке президента Садата требовал у начальника генерального штаба генерала Саада аль-Шазли двинуть танки на восточный берег и начать наступление на перевалы Джидди и Митла, но Шазли понимал, что существенным фактором предыдущего египетского успеха было наличие «ракетного зонтика», нейтрализовавшего израильскую авиацию, и что стоит танкам выйти из-под прикрытия ПВО, как они подвергнутся уничтожению. Трижды в течение суток министр отдавал приказ о форсировании канала танками, и трижды Шазли отказывался его выполнить. Наконец, был отдан приказ подготовиться к танковому наступлению 14 октября.
Тем временем в Израиле в пятницу 12 октября генералы Элазар и Бар-Лев представили министру обороны Моше Даяну свой план наступления через Канал. Элазар предлагал дождаться атаки египтян и отразить её до форсирования Канала. Даян был настроен скептически, но сказал, что возражать против этого плана не будет, однако полагал, что форсирование Канала не заставит египтян просить о прекращении огня. Даян поставил вопрос на обсуждение специального совещания во главе с премьер-министром. Во время совещания были получены данные разведки о том, что египтяне начали переброску танков на восточный берег канала. Бар-Лев предложил подождать с принятием решения, чтобы дать Южному фронту время подготовиться к египетской атаке и отразить её. Начальник генерального штаба Элазар решил отложить форсирование Канала до завершения основной танковой битвы, в которой израильские войска постараются оттянуть с западного берега Канала в Синай как можно больше египетских танков и уничтожить их там.

## Ход событий
У египтян 4-я и 21-я бронетанковые дивизии были сосредоточены на восточном берегу канала и подготовлены, вопреки мнению начальника генерального штаба, к атаке в направлении перевалов, за пределы прикрытия египетского «ракетного зонтика». Египтяне планировали взять в клещи важный центр Синайского полуострова — Рефидим (Бир-Гафгафу): бронетанковая дивизия и бронетанковая бригада пошли бы от перекрёстка Джидди на Рефидим через Ум-Махзу, а другая бронетанковая дивизия двинулась бы на Рефидим из района Исмаилия — Девер-суара через Тасу.
Всего в наступлении по данным начальника египетского генштаба Саада аль-Шазли участвовало около 400 египетских танков. Согласно исследователю Михаилу Барятинскому и другим источникам, египтяне задействовали для наступления 1200 танков, что в 3 раза выше официальных данных аль-Шазли, никаких подробностей подразделений при этом не указывается. Израильские источники Я. Эвен и С. Маоз дают при этом оценки более близкие к египетских данным, по их оценкам египтяне согласно штатам задействованных подразделений могли использовать не больше 750 танков, но так как некоторые эти подразделения атаковали не в полном составе, то реальное количество египетских танков возможно было намного меньше 750 штук.
По данным М. Барятинского у израильтян для обороны Синая оставалось около 750 танков (от примерно 1100 изначальных). По другим данным, 450 из них находились на передовой и около 300 — в резерве или в процессе реорганизации и подготовки к форсированию канала.
Тем временем начальник израильского генерального штаба Гонен расположил силы израильского Южного фронта так, чтобы египетским танкам, идущим вдоль средиземноморского побережья на севере и вдоль побережья Суэцкого залива на юге, противостояли бы израильские танки, а позднее — авиация. В центральном и южном секторах в случае лобовой атаки отразить её должны были силы генералов Мандлера и Шарона. На тот случай, если бы египтянам удалось продолжить движение на Рефидим, в резерве для контратаки с фланга оставались дивизия Адана и часть сил Шарона.
Утром 13 октября Гонен вылетел с Вейцманом в передовой штаб Шарона. Гонен сообщил Мандлеру по радио, что прибудет в его штаб сразу после встречи с Шароном, но во время переговоров голос Мандлера пропал из эфира. Как стало известно позднее, египетская радиоразведка засекла факт переговоров, и египетская ракета попала точно в наблюдательную вышку, с которой комдив говорил с начальником генштаба. Элазар немедленно приказал бригадному генералу Калману Магену, командовавшему северным сектором, занять пост Мандлера.
Согласно египетским источникам, в 13:30 13 октября над Синаем первый раз совершил полёт самолёт-разведчик SR-71 ВВС США. Информация о подготовке наступления была передана израильтянам. Внезапность атаки была утрачена египтянами.
Утром в воскресенье 14 октября между 6:00 и 8:00 египтяне перешли в наступление по шести направлениям. В северном секторе египетская 18-я пехотная дивизия, усиленная 15-й бригадой танков Т-62, двинулась из района Кантары на Романи. Одной египетской танковой бригаде в Романи противостояло две израильских танковых дивизии, Сасуна и Адана. Египетские вертолёты забросили десантников в солончаки и болота к востоку от Канала. В центральном секторе наступала 21-я бронетанковая дивизия, усиленная танковой бригадой 23-й бронетанковой[что?] дивизии. В южном секторе две египетские танковые бригады наступали на перевалы Митла и Джидди. На юге отряд особого назначения (включавший пехотную бригаду 19-й пехотной дивизии, танковую бригаду и 113-ю моторизованную бригаду 6-й моторизованной дивизии) двинулся на юг на Рас-Судар. Три северных направления наступления находились под контролем 2-й армии генерала Мамуна со штабом в Исмаилии, три южных — под контролем 3-й армии генерала Васселя. Северное направление наступления 3-й армии вело прямо на восток к перевалу Джидди и к штабу израильского Южного фронта в Ум-Кушейбе; южное направление вело к Рас-Судару.
На севере 15-я и 24-я египетские бригады прорвали оборонительные позиции танков дивизии Сасуна. Однако дивизия Адана нанесла контрудар из второго эшелона и отбросила египтян. По израильским данным египтяне потеряли в этом районе около 50 танков Т-62 и Т-55. Потери израильтян составили 14 танков, 12 Ti-67 274-й бригады, 1 из которых был захвачен египтянами, и 2 «Центуриона» 500-й бригады. 274-я бригада потеряла 24 танкиста убитыми и более 60 ранеными.
В центре 143-я дивизия Шарона грамотно построила оборону и провела контратаку, в результате битвы у египетской 1-й танковой бригады в строю осталось 66 танков Т-55 (53 % от до военного состава)); к концу дня египетская 21-я дивизия, оснащенная танками Т-55, потеряла около 80 танков, дивизия Шарона потеряла в бою с ней 20 танков «Паттон».
На юге египтяне намеревались совершить фланговый обход, но генерал Маген, имевший около 125 танков, был готов к подобному манёвру противника, и соответственно организовал оборону. После яростного сражения 3-я танковая бригада египетской 4-й бронетанковой дивизии понесла тяжёлые потери, а когда сконцентрировавшиеся египетские танки, попытавшись двинуться на юг, вышли из-под прикрытия египетского «ракетного зонтика», то подверглись разгромным ударам израильской авиации, в результате 3-я бригада к концу сражения потеряла 60 танков Т-55 из 124.

## Итоги и последствия
В результате сражения на поле боя осталось от 210 до 264 египетских танков, пострадало около тысячи египтян. Израильские танковые части потеряли за день от 43 до 60 танков, а также около 60 другой бронетехники и орудий, около 150 израильских солдат было убито либо ранено в районе наступления 2-й армии и около 250 было убито либо ранено в районе наступления 3-й армии. Когда египетский генерал Саад Мамун понял значение этой битвы, то слёг с сердечным приступом, и командующим египетской 2-й армией стал генерал Абд-эль-Мунем Халиль.
За 14 октября тыловым службам Египта и Израиля удалось восстановить и вернуть в строй лишь 11 египетских танков и 5 израильских.
Утром 15 октября начальник египетского генерального штаба генерал Шазли предложил немедленно вернуть на западный берег Канала остатки 21-й и 4-й бронетанковых дивизий, но этому воспротивился военный министр Исмаил Али посчитавший, что это плохо скажется на боевом духе египетских войск на восточном берегу.
Поняв, что битва выиграна, начальник израильского генерального штаба Элазар отдал приказ на форсирование Суэцкого канала следующей ночью.